# 曹德 (曹操之弟)
曹德（？—194年），東漢末期人物，太尉曹嵩之子。魏武帝曹操之弟。
《魏書》武帝紀注引《世語》、曹操支配兗州，迎接到瑯邪避難的其父曹嵩一族到，命泰山太守应劭护送。徐州牧陶謙在应劭到达之前，在泰山郡華县逮捕曹嵩。曹嵩以为是应劭，没有警戒，一族全被殺害。曹德在門中被陶謙兵殺害。曹操听说父弟被殺害後進軍徐州，以復仇为名虐殺徐州百姓（武帝紀）。
同武帝紀注引《吴書》（韋昭著）陶謙部下張闓贪图財宝，殺害曹嵩一族，没有提到曹德。《後漢書》「宦者·曹腾传」提到曹嵩少子曹疾到瑯邪避難，《后汉书·应劭传》又作“兴平元年，前太尉曹嵩及子德从琅邪入太山，劭遣兵迎之，未到，而徐州牧陶谦素怨嵩子操数击之，乃使轻骑追嵩﹑德，并杀之于郡界。”
曹操之弟还有「海陽哀侯」，《魏書》夏侯淵传说他的女儿嫁给夏侯淵長子夏侯衡、海陽哀侯不明和曹疾、曹德是否是同一人物。
小説《三国演義》综合《世語》、《吴書》双方記录，曹德、張闓都有登場。